# اسنوی بیکر
اسنوی بیکر (انگلیسی: Snowy Baker; ۸ فوریهٔ ۱۸۸۴ – ۲ دسامبر ۱۹۵۳) بوکسور، بازیکن راگبی، شناگر، شیرجه‌رو و بازیگر اهل استرالیا بود.
وی در مسابقات کشوری و بین‌المللی در مجموع برندهٔ ۱ مدال نقره شده‌است.